# سيرخيو غاسكي
سيرخيو غاسكي (بالإسبانية: Sergio Gascue)‏ (مواليد 7 أكتوبر 1932) هو ملاكم فنزويلي، مثّل بلاده في الألعاب الأولمبية الصيفية 1952.

## روابط خارجية
سيرخيو غاسكي على موقع أوليمبيديا (الإنجليزية)